# Церква Благовіщення Пресвятої Богородиці (Великі Млинівці)
Церква Благовіщення Пресвятої Богородиці у Великих Млинівцях — парафія і храм 2-го Кременецького благочиння Тернопільської єпархії Православної церкви України в селі Великі Млинівці Кременецький району Тернопільської области.

## Історія церкви
У 1860 році віряни перебудували громадський склад на святиню. Кам'яний храм з дерев'яним куполом збудували у 1874 році.
1883 рік: збудували дерев'яну дзвіницю. 1930-ті роки: дерев'яну дзвіницю замінили на кам'яну.
Друга світова війна: під час війни згоріли дерев'яні конструкції дзвіниці, впав дзвін і згорів купол. Парафіяни змогли врятувати деякі ікони, Плащаницю, ризи та інше церковне начиння.
Під час «перебудови» розпочали відновлення храму під керівництвом Сергія Галевича і за благословенням настоятеля о. Миколи Дем'янчука. Будівельні роботи тривали півроку.
8 листопада 1989 року, у день пам'яті святого великомученика Димитрія Солунського, відбулося освячення відновленого храму. Зараз ведуться роботи з виготовлення нового різьбленого іконостасу.
7 квітня 2010 року, на свято Благовіщення, парафіяни урочисто відсвяткували 150-річчя храму.

## Парохи
- о. Сергій Галевич,
- о. Микола Дем'янчук,
- о. Віктор Шушкевич,,
- о. Ігор Федоришин,
- о. Роман Калатало (з червня 1993).